# Налєва Андрій Юрійович
Андрій Юрійович Налєва — майор Збройних сил України, учасник російсько-української війни.

## Нагороди
- 19 липня 2014 року — за особисту мужність і героїзм, виявлені у захисті державного суверенітету та територіальної цілісності України, вірність військовій присязі під час російсько-української війни, старший солдат Андрій Налєва відзначений — нагороджений орденом «За мужність» III ступеня.
- Указом Президента України № 272/2019 від 17 травня 2019 року за «значні особисті заслуги у захисті державного суверенітету та територіальної цілісності України, громадянську мужність, самовідданість у відстоюванні конституційних засад демократії, прав і свобод людини, вагомий внесок у культурно-освітній розвиток держави, активну волонтерську діяльність» нагороджений орденом Богдана Хмельницького III ступеня[1]
- Хрест бойових заслуг (23 серпня 2022) — за визначні особисті заслуги у захисті державного суверенітету та територіальної цілісності України, самовіддане служіння Українському народу, вірність військовій присязі[2][3]